# Beachvolley
Beachvolley er en variant af volleyball, som spilles på en strand.

## Historie
Der er en del diskussion om, hvornår beachvolleyball er opstået, da volleyball også ofte er spillet udendørs og på bløde underlag som grus.
Allerede i 1927 blev den første klub, Santa Monica Beach club, etableret. Det er dog først i begyndelsen af 1950´erne sporten udvikles, som en del af de amerikanske beachparties.
Sporten udvikles dog hurtigt op gennem 1970´erne hvor sponsorerne hurtigt kan se fordelene i at markedsføre deres produkter sammen med velformede atleter i badetøj. Da det internationale volleyballforbund (FIVB) i 1987 danner World touren, bringer det hurtigt pengepræmierne i vejret så der i dag er ca. 200.000 Dollars pr. turnering.
Beach volleyball var med som demonstrationssport ved OL 1992 i Barcelona. Fra OL 1996 har den været en del af det officielle program.
Danmark har aldrig deltaget i beachvolleyball ved OL.

## Regler
Spillet er generelt opbygget som indendørsvolleyball, men regler for udførelsen af slagene gjorde at beachvolleyball ikke var helt så teknisk svært. Lempelsen af reglerne for indendørs volleyball har dog senere gjort at beachvolleyball i dag er det teknisk sværeste spil.
I beachvolleyball spilles der bedst af tre sæt til 21 med running score. I tredje sæt spilles der dog kun til 15. Alle sæt skal vindes med to overskydende point.
Der er tre berøringer og blokaden tæller som én berøring. Samme spiller må kun røre bolden to gange i træk hvis første berøring er en blokade.
Serven må ikke modtages med fingerslag. Bolden må kun sendes over nettet med fingerslag hvis det foregår i vinkelret på skuldrenes retning (fingerslag over nettet bruges sjældent i kamp). Efter et fingerslag må bolden ikke rotere, hvilket i praksis gør, at mange ofte vælger næsten udelukkende at slå til bolden med baggerslag.
Bolden må ikke lobbes over nettet. Dette har ført til at der ofte benyttes cuttede slag, hvor spillerne slår lidt blødere til bolden, men med stor vinkel.
Her kan de officielle beachvolleyregler hentes.

## Udstyr
Banen er 8 m x 16 m delt af et net så hver banehalvdel er 8 m x 8 m. Nettet er 243 cm for herrerne og 224 cm for kvinder.
Linjerne er fem til otte cm brede bånd der er spændt ud over sandet.
Bolden har samme dimensioner som den indendørs volleyball, men er blødere. Overfladen er vandafvisende og malet i stærke farver, så den kan ses højt oppe i luften. Ved internationale stævner er den hvid, blå og gul.
Tidligere skulle kvinderne enten spille i bikini eller badedragt, mens mændene skulle spille i shorts og bluse med stropper. Op til De Olympiske Lege i London i 2012 blev regler for påklædning lempet, så kvinderne kunne vælge at spille i shorts og topbluse. Det er tilladt at spille med solbriller og kasket.

## Stjerner
Tidligere var beachvolleyball domineret af indendørsspillere der vil prøve noget andet og derfor slog sig på beachvolleyball. Det gælder blandt andre den legendariske Karch Kiraly der vandt guld med USA i 1984 og 1988, og vandt den første beachvolleybalturnering ved OL 1996 i Atlanta.
I de senere år er spillerne dog blevet mere specialiseret, og i dag spiller de fleste af stjernerne beachvolleyball fra starten af deres karriere.
Hvor volleyball spillere gennem tiderne er blevet højere og højere – Hollands landsholdsspillere var over to meter i gennemsnit da de deltog i OL i 1996 – er bevægeligheden vigtigere i beachvolleyball, hvorfor spillerne her er mindre og hurtigere.
I beachvolleyball er det især hold fra USA og Brasilien der dominerer, på World-touren og til OL. Dog vandt Australien guld i kvindernes turnering ved Sommer-OL 2000.